# Augasmus thoracicus
Augasmus thoracicus là một loài bọ cánh cứng trong họ Phalacridae. Loài này được Fleutiaux miêu tả khoa học năm 1887.